# Newton-in-Bowland
Newton-in-Bowland, ook Newton, is een civil parish in het bestuurlijke gebied Ribble Valley, in het Engelse graafschap Lancashire met 315 inwoners.